# Mike Burns
Michael Thomas "Mike" Burns (* 14. September 1970 in Marlborough, Massachusetts) ist ein ehemaliger US-amerikanischer Fußballnationalspieler, der in der Verteidigung spielte. Er war bis 2002 aktiv.
Er spielte auf dem Hartwick College Fußball von 1988 bis 1991. 1992 gehörte er zur US-Olympiaauswahl. 1995 spielte er kurze Zeit in Dänemark beim Verein Viborg FF.
In der MLS (Major League Soccer) spielte er zwischen 1996 und 2002 für die Vereine New England Revolution (108 Spiele/3 Tore), San José Earthquakes (18 Spiele) und Kansas City Wizards (47 Spiele).
Er gehörte 1994 und 1998 in den WM-Kader der Weltmeisterschaften.
Zwischen 1992 und 1998 spielte er 75 Mal für die US-Nationalmannschaft.